# Theresa Randle
Theresa E. Randle (Gary, 27 dicembre 1964) è un'attrice statunitense.
Ha interpretato alcuni film di Spike Lee, come Jungle Fever, Malcolm X e Girl 6 - Sesso in linea.

## Biografia
Dopo aver studiato danza la Randle debutta nel cinema nel 1987, interpretando un ruolo nel film A servizio ereditiera offresi. Il suo primo ruolo importante arriva nel 1989, quando interpreta una guardia del corpo in King of New York, diretto da Abel Ferrara.
Nel 1991 lavora per la prima volta con Spike Lee, interpretando un ruolo in Jungle Fever. L'anno seguente interpreta un ruolo in Malcolm X, film biografico sul leader afroamericano. Nel 1996 è la protagonista di Girl 6 - Sesso in linea, dove interpreta una ragazza che lavora in una chat erotica.
Ha interpretato, accanto a Will Smith, Bad Boys e Bad Boys II. Nel 2000 ha interpretato Natalie Cole, nel film per la televisione Livin' for Love: The Natalie Cole Story.
È inattiva dal 2010, ma ha recitato in Bad Boys for Life.

## Filmografia

### Cinema
- A servizio ereditiera offresi (Maid to Order), regia di Amy Holden Jones (1987)
- Il buio si avvicina (Near Dark), regia di Kathryn Bigelow (1987)
- Easy Wheels, regia di David O'Malley (1989)
- King of New York, regia di Abel Ferrara (1989)
- Heart Condition, regia di James D. Parriott (1990)
- L'albero del male (The Guardian), regia di William Friedkin (1990)
- The Five Heartbeats, regia di Robert Townsend (1991)
- Jungle Fever, regia di Spike Lee (1991)
- Malcolm X, regia di Spike Lee (1992)
- CB4, regia di Tamra Davis (1993)
- Scacco al re nero (Sugar Hill), regia di Leon Ichaso (1993)
- Beverly Hills Cop III, regia di John Landis (1994)
- Bad Boys, regia di Michael Bay (1995)
- Girl 6 - Sesso in linea (Girl 6), regia di Spike Lee (1996)
- Space Jam, regia di Joe Pytka (1996)
- Spawn, regia di Mark A.Z. Dippé (1997)
- Bad Boys II, regia di Michael Bay (2003)
- Caccia ad aquila 1 (The Hunt for Eagle One) (2006)
- Caccia ad Aquila 1 - Punto di collisione (The Hunt for Eagle One: Crash Point) (2006)
- Bad Boys for Life, regia di Adil El Arbi e Bilall Fallah (2020)

### Televisione
- Tutti al college – serie TV (1989)
- Seinfeld – serie TV (1991)
- Duckman: Private Dick/Family Man – serie TV (1997)
- Livin' for Love: The Natalie Cole Story, regia di Robert Townsend – film TV (2000)
- Partners and Crime, regia di Thomas Carter – film TV (2003)
- Law & Order: Criminal Intent – serie TV (2006)
- State of Mind – serie TV (2007)

## Doppiatrici italiane
Nelle versioni in italiano delle opere in cui ha recitato, Theresa Randle è stata doppiata da:
- Laura Boccanera in Beverly Hills Cop III, Girl 6 - Sesso in linea
- Isabella Pasanisi in Bad Boys II, Bad Boys for Life
- Silvia Tognoloni in Malcolm X
- Antonella Rendina in Scacco al re nero
- Emanuela Rossi in Bad Boys
- Anna Cesareni in Space Jam
- Barbara Castracane in Spawn
- Claudia Catani in Caccia ad Aquila 1
- Vanessa Giuliani in Law & Order - Criminal Intent